# Lepadella psammophila
Lepadella psammophila is een raderdierensoort uit de familie Lepadellidae. De wetenschappelijke naam van de soort werd in 1978 gepubliceerd door Tzschaschel.